# Амерханов, Харон Адиевич
Харон Адиевич Амерханов (род. 4 августа 1951, Казахская ССР) — российский хозяйственный деятель и учёный-сельскохозяйственник, государственный деятель Чеченской Республики, специалист по разведению, селекции и генетике сельскохозяйственных животных, а также технологии производства продуктов животноводства. Заслуженный работник сельского хозяйства Российской Федерации (2002), академик РАН (2013), РАСХН (2010, членкор с 2005), доктор сельскохозяйственных наук (2001), профессор (2002), действительный государственный советник Российской Федерации 2 класса (2018).
С 2016 года директор департамента животноводства и племенного дела Министерства сельского хозяйства Российской Федерации, его заместитель с 1997 по 2004 год и с 2008 года. В 1994 году министр экономики и финансов и в 1995—1996 гг. заместитель председателя правительства Чеченской Республики. Лауреат премий Правительства Российской Федерации в области образования (2008) и в области науки и техники (2018).

## Биография
Родился в с. Зенковке Ново-Покровского района Семипалатинской области Казахской ССР. Трудовую деятельность начал в 1967 году рабочим овцесовхоза в Ставропольском крае.
Окончил Кабардино-Балкарский государственный университет (ученый зоотехник, 1973), где учился с 1968 года, после чего последовательно работал в Ставропольском крае зоотехником (до 1974), на Чечено-Ингушской государственной сельскохозяйственной опытной станции (до 1977, в частности являлся младшим научным сотрудником, дорос до заведующего лаборатории животноводства), главным зоотехником колхоза «Советская Россия» Чечено-Ингушской АССР (до 1979). После аспирантуры во Всесоюзном сельскохозяйственном институте заочного образования в Балашихе (1979—1982) вновь на Чечено-Ингушской государственной сельскохозяйственной опытной станции — главным зоотехником Гикаловского опытно-производственного хозяйства (до 1985). Также окончил Кабардино-Балкарский агромелиоративный институт (ученый агроном-экономист, 1982).
В 1985—1993 гг. в министерстве сельского хозяйства Чечено-Ингушской АССР, достиг должности заместителя министра по животноводству и ветеринарии.
В 1993—1994 гг. директор Республиканского объединения «Заготпромторг» в г. Грозном.
В 1994—1996 гг. министр экономики и финансов (по 1995), первый заместитель директора департамента экономической безопасности мэрии г. Грозного в 1995 году, заместитель председателя Правительства Чеченской Республики (1995—1996).
С 1997 по 2004 год и вновь с 2008 года работал заместителем директора департамента животноводства и племенного дела министерства сельского хозяйства России, который возглавил в мае 2016 года. В 2004—2008 годах работал в Федеральном агентстве по сельскому хозяйству, департаменте отраслевого развития, департаменте ветеринарии и животноводства того же министерства.
Также является профессором кафедры молочного и мясного скотоводства факультета зоотехнии и биологии РГАУ-МСХА им. К. А. Тимирязева.
Награжден орденом Дружбы (2007), почетными грамотами Министерства сельского хозяйства Российской Федерации. Имеет Благодарность Президента Российской Федерации.
Опубликовал более 360 научных трудов, 14 монографий и учебных пособий. Принял участие в создании изобретений как соавтор.